# Doxy (composition)
Doxy est un standard de jazz composé par le saxophoniste ténor Sonny Rollins en 1954. 
Il est interprété sur l'album Bags' Groove de Miles Davis la même année avec Davis à la trompette et Rollins au saxophone ténor, Horace Silver au piano, Percy Heath à la contrebasse et Kenny Clarke à la batterie. Doxy fait partie du répertoire de nombreux musiciens.
À partir de 2004, à la suite d'une longue collaboration avec Milestone Records, Rollins crée son propre label, Doxy Records.